# Héctor Aldea
Héctor Javier Aldea Lillo (*La Florida, Chile, 9 de octubre de 1980), exfutbolista chileno. Jugaba de Mediocampista.

## Biografía
Nació en la comuna de La Florida, Santiago, Región Metropolitana. Hizo las divisiones inferiores en Unión Española, equipo donde debutó de manera profesional, siendo su puesto el de lateral izquierdo. Finalizó contrato con Unión La Calera.

## Clubes
| Club                 | País  | Año       |
| -------------------- | ----- | --------- |
| Unión Española       | Chile | 2000-2003 |
| Deportes Antofagasta | Chile | 2003      |
| Deportes Temuco      | Chile | 2004      |
| Santiago Wanderers   | Chile | 2005      |
| Unión San Felipe     | Chile | 2006      |
| Santiago Morning     | Chile | 2006-2007 |
| Unión La Calera      | Chile | 2007-2009 |

- Datos: Q6445676